# Апохромат

Апохроматтична оптична система

Графік зсуву фокуса в апохроматі

Апохромат — підтип ахроматів, у яких хроматичні і сферичні аберації усунені шляхом зведення трьох променів спектру (червоного, зеленого та синього), а не двох, як у звичайних ахроматів.
Зазвичай розрахунок апохроматичних лінз ведеться для довжин хвиль 434 нм, 546 нм і 656 нм, проте об'єктиви, призначені для інфрачервоної і ультрафіолетової зйомки, можуть мати й інші розрахункові точки спектру.
Зменшення хроматичної аберації досягається застосуванням спеціальних сортів скла (наприклад, курцфлінт) і деяких кристалів (флюорит, галун). Різні конструкції апохроматів використовуються в телескопах, мікроскопах, фотооб'єктивах тощо.